# Peder Svensson
Peder Svensson i Vibberboda (ibland Peter Svensson), var en svensk hövitsman över Dalarna som stödde Gustaf Vasa under Befrielsekriget.

## Biografi
Peder var troligen en bergsman från Falun. Han tillhörde sturepartiet och var under Svante Nilsson (Sture)s riksföreståndartid fogde på Garpeberget och innehade samma post även under Sten Sture den yngre. Sedan han tidigt anslutit sig till Gustav Vasas befrielsekrig, erhöll han under Gustav Vasas färd till Hälsingland befälet över upprorshären och förde befälet under Slaget vid Brunnbäcks färja. Han omtalas dock inte vidare under inbördeskriget.
Han stödde även Vasa 1527 då Daljunkern reste runt i Dalarna för att piska upp folket under Andra dalupproret.

## Minnesmärke
Ett minnesmärke över Peder restes i Hedemora 1922.

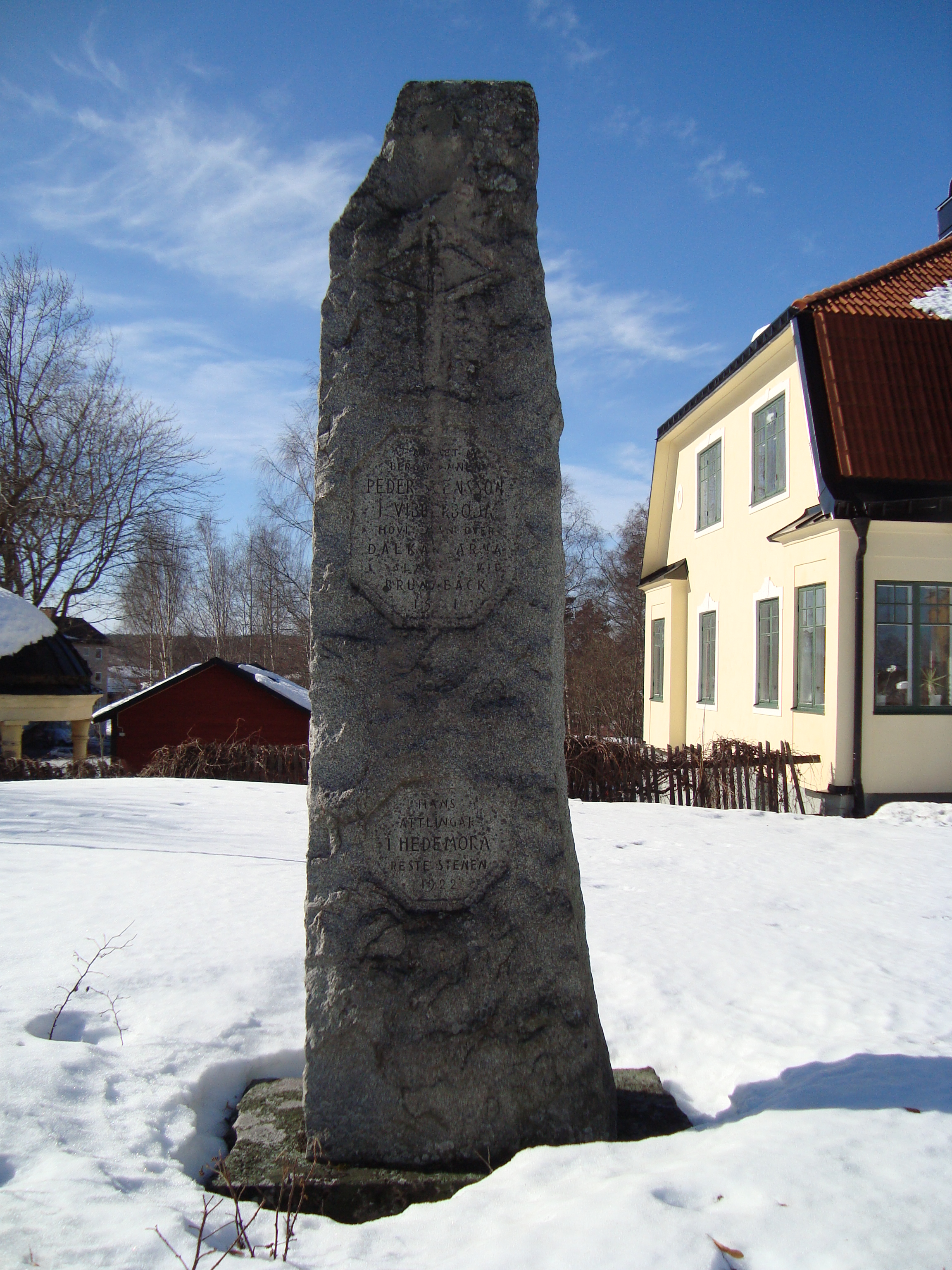
Minnessten över Peder Svensson, i Hedemora.